# Stan Albeck
Stan Albeck (Chenoa, 17 de maio de 1931 - 25 de março de 2021) foi um treinador de basquete profissional estadunidense.

## Biografia
Albeck treinou diversos times da American Basketball Association (ABA) e da National Basketball Association (NBA), incluindo Denven Rockets, San Diego Conquistadors, Cleveland Cavaliers, San Antonio Spurs, New Jersey Nets e Chicago Bulls. Sua percentagem de aproveitamento na NBA foi de 53.5%.
Em 2001, enquanto servia de assistente técnico no Toronto Raptors, soreu um acidente vascular cerebral, o qual ficou parcialmente paralisado. Se encontra em reabilitação desde a data.
Morreu em 25 de março de 2021, aos 89 anos.